# Justin Anlezark
Justin Anlezark (* 14. August 1977 in Katherine, Australien) ist ein australischer Kugelstoßer.

## Karriere
Von 1998 bis 2009 wurde er insgesamt achtmal Australischer Meister. 2000 qualifizierte er sich für die Olympischen Spiele in Sydney, erreichte aber das Finale ebenso wenig wie bei den Leichtathletik-Weltmeisterschaften 2001 in Edmonton.
Seinen größten internationalen Erfolg hatte er im Jahr darauf, als er bei den Commonwealth Games in Manchester Gold gewann. 2003 folgte einem fünften Platz bei den Hallenweltmeisterschaften in Birmingham ein vierter Platz bei den Weltmeisterschaften 2003 in Paris/Saint-Denis. Bei den Olympischen Spielen 2004 in Athen wurde er Siebter, zog sich aber eine Verletzung an einem Finger zu, die ihn im folgenden Jahr zu einer Wettkampfpause zwang und 2006 operativ behandelt werden musste.
2008 brach er erstmals seit mehr als drei Jahre die 20-Meter-Marke, kam aber bei den Olympischen Spielen in Peking ebenso wenig über die Qualifikation hinaus wie bei den Weltmeisterschaften 2009 in Berlin.
Seine Bestleistung ist 20,96 m, erzielt am 5. April 2003 in Brisbane. Er betreibt auch den Diskuswurf, in dem er 1996 australischer Meister wurde und am 16. Februar 2007 in Brisbane mit 59,10 m seinen persönlichen Rekord aufstellte.
Der Athlet mit dem Spitznamen „Judo“ ist 1,88 m groß, wiegt 130 kg und startet für den Verein Toowoomba Glennie. Er ist verheiratet, Vater von zwei Töchtern und lebt in Toowoomba.